# 서기순 (1791년)
서기순(1791~1854)은 조선 후기의 문신이며, 순조 때 문과에 급제해서 이조참의, 성균관대사성, 승지를 거쳐 다시 이조참판이 되고 성균관대사성을 거쳐 전라도관찰사가 되었다. 한성부판윤, 형조판서, 예조판서, 사헌부대사헌을 거쳐 다시 형조판서, 예조판서, 사헌부대사헌을 거쳐 다시 형조판서가 되고 예조판서, 사헌부대사헌을 하다가 경상도관찰사를 거쳐 예조판서가 되고 판의금부사를 거쳐 다시 예조판서를 하다가 대제학, 병조판서, 판의금부사를 거쳐 판의금부사, 이조판서를 한 뒤 대제학에 이르렀다.